# 腳帛寮
腳帛寮，原寫為腳帛藔，是臺灣高雄市內門區的一個傳統地域名稱，位於該區南部。相較於今日行政區，其範圍大致包括瑞山里、內南里不含南部邊界地帶中央偏東段、東埔里南部凸出部分的西南側邊界地帶。
本地區境內主要聚落為腳帛藔、竹戈藔、番仔路、田仔墘，設有實踐大學高雄校區。

## 歷史
台灣日治初期，腳帛寮地區為一街庄，稱為「腳帛藔庄」（舊制街庄），隸屬於羅漢內門里。該庄昔日西北邊及北邊西段與中埔庄為鄰，北邊中至東段與觀音亭庄、東勢埔庄為鄰，東與蕃薯藔街為鄰，南邊為北勢庄、打鹿埔庄，西邊為古亭坑庄。
1901年（日治明治三十四年）11月11日，全台廢縣廳改設二十廳，該庄隸屬於蕃薯藔廳。1904年（明治三十七年）2月16日，該庄編入「觀音亭區」，隸屬於蕃薯藔廳。1909年（明治四十二年）10月25日，全台合併二十廳為十二廳，觀音亭區改隸屬於阿緱廳。1920年（大正九年）10月1日，全台地方制度大改正，廢十二廳改設五州二廳，該庄改制並雅化為「腳帛寮」大字，隸屬於高雄州旗山郡內門庄（新制街庄）。
戰後內門庄改制為內門鄉，隸屬於高雄縣，大字亦改制為村。1950年（民國39年）10月1日，高、屏分治，內門鄉仍隸屬於高雄縣。2010年（民國99年）12月25日，高雄縣、市合併為直轄高雄市，內門鄉改制為內門區，村亦改制為里。

## 聚落
本地區發展較早的聚落為腳帛藔、竹戈藔、番仔路、田仔墘，在日治初期的官方地圖上已有記載。

## 交通
省道台3線俗稱「內山公路」，是台北至屏東的幹道，經過本地區東北部近邊界地帶。由該道路北行可前往內門區內門市區、臺南市南化區、玉井區、楠西區等地；南行可前往旗山區、旗山區/美濃區交界地帶、屏東縣里港鄉、九如鄉等地。
省道台28線是湖內橋至茂林（實際終點為大津）的幹道，經過本地區南部邊界地帶。由該道路西行可前往田寮區、阿蓮區、路竹區北部、湖內區等地；東行可前往旗山區、美濃區、六龜區南部，並止於省道台27線路口。
區道高120線是中埔至打鹿埔的道路，其南側端點（終點）位於本地區南部邊界地帶西側的省道台28線路口，由此向北蜿蜒而行，會經過本地區的腳帛藔聚落西郊。該道路在本地區的部分路段與區道高136線共線。
區道高121-1線是內分仔至龍潭的道路，其南側端點（終點）位於本地區東北部邊界地帶西側的省道台3線路口。
區道高135線是旗山至竹戈寮的道路，其南側端點（終點）位於本地區南部邊界地帶中央的省道台28線路口。
區道高136線是內東里至竹戈寮的道路，其東側端點（終點）位於本地區中部偏南的區道高135線轉角路口，由此向西北蜿蜒而行，會經過本地區的竹戈藔、田仔墘等聚落。該道路在本地區的部分路段與區道高120線共線。

## 學校
- 實踐大學高雄校區